# Force aérienne du Zimbabwe
 (août 2022).
Si vous disposez d'ouvrages ou d'articles de référence ou si vous connaissez des sites web de qualité traitant du thème abordé ici, merci de compléter l'article en donnant les références utiles à sa vérifiabilité et en les liant à la section « Notes et références ».
L’armée de l’air du Zimbabwe (AFZ) est l’armée de l’air des forces de défense du Zimbabwe. Il était connu sous le nom de Rhodesian Air Force jusqu’en 1980. L’armée de l’air du Zimbabwe a servi dans la guerre civile mozambicaine en 1985 et la deuxième guerre du Congo de 1998-2001.

## Histoire
La Rhodesian Air Force (RhAF; anciennement connue, de 1954 à 1970, sous le nom de Royal Rhodesian Air Force (RRAF)), a été reconstituée en Air Force of Zimbabwe en 1980. Les 12 Hunter FGA.MK 9 de la RhAF ont été rejoints par d’autres avions en 1981, 1984 et en 1987 du Kenya et de la Royal Air Force (RAF) britannique. La force aérienne du Pakistan a formé la plupart des pilotes zimbabwéens dans les premiers jours avec la construction de la base aérienne de Thornhill. Le Pakistan a également envoyé le maréchal de l’air Azim Daudpota au Zimbabwe en tant que chef d’état-major de l’air et Edias Ntini était un excellent commandant de la force de travail au sol du Zimbabwe.
En 1981, l’armée de l’air du Zimbabwe a commandé 8 huit Hawk MK60, qui ont été livrés en juillet 1982. Dans la nuit du 25 juillet 1982, une attaque de sabotage sur la base aérienne de Thornhill endommagea quatre Hawks, neuf Hunters et un seul FTB-337G. Un Hawk a été radié, un autre a été réparé sur place et les deux autres ont été retournés à BAE pour une reconstruction. Une commande de suivi pour cinq Hawks supplémentaires a été complétée en septembre 1992.
Le premier intercepteur supersonique exploité par l’armée de l’air était le Chengdu J-7, 12 des variantes IIN et II ont été livrées en 1986. En 1993, deux O-2 Skymaster ont été livrés pour des patrouilles anti-braconnage dans les parcs nationaux du Zimbabwe. Deux hélicoptères Cougar auraient été utilisés en 1997. L’un a été livré en avril 1995 et le second en septembre 1996. Ils ont été utilisés pour des tâches VIP.

## Structure organisationnelle actuelle

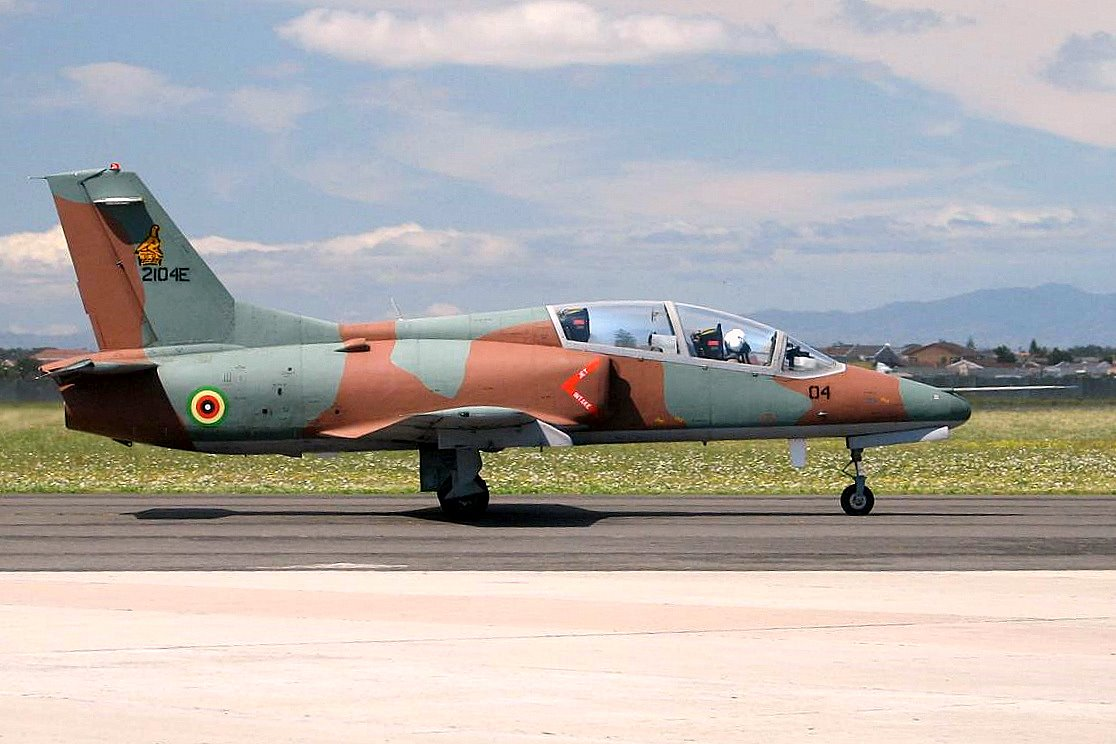
Un K-8 de l'armée du Zimbabwe

L’AFZ est subdivisée en l’aile d’administration, l’escadre du génie, l’aile volante et l’aile régimentaire. L’Escadre de l’administration appuie l’achat d’équipement, le recrutement, le soutien du personnel, les approvisionnements alimentaires et les fonctions connexes. L’Escadre du génie entretient et inspecte les aéronefs et l’équipement connexe, et couvre l’École de formation technique, un établissement d’enseignement supérieur responsable de la formation des techniciens en génie de la maintenance des aéronefs. L’institut de formation est la seule école d’aviation de la fédération en Afrique. L’escadre volante gère le personnel navigant divisé en huit escadrons répartis dans trois bases principales. Il couvre également les écoles de pilotage et de formation au parachute. L’escadre régimentaire couvre les escadrons spécialement sélectionnés pour garder d’autres ressources de l’AFZ, telles que le personnel et les installations.  et les activations d’armes.

## Aéronefs
Il est difficile de dresser une liste des types d’aéronefs exploités par l'armée de l'air du Zimbabwe en raison du secret. 
En février 2002, l’UE a imposé un embargo sur les armes au Zimbabwe en réaction aux graves violations des droits de l’homme dans le pays. Incapable d’acheter des pièces de rechange pour le BAE Systems Hawk conçu et fabriqué par les Britanniques, l’armée de l’air a reçu en 2006 le premier K-8. L’armée de l’air dispose également d’avions de combat MiG-23 donnés par Mouammar Kadhafi. Des négociations pour acheter 14 MiG-29 à la Russie ont eu lieu à nouveau en 2004. Un BAe Hawk a été remis en service en 2019 pour le survol de masse du 40e anniversaire de l’AFZ et a été noté lors d’un survol lors de la foire commerciale internationale du Zimbabwe en avril 2022.

### Inventaire en 2023[1]
| Aéronefs                        | Origine          | Type                                        | En service      | Versions et notes             |
| Avion de chasse                 | Avion de chasse  | Avion de chasse                             | Avion de chasse | Avion de chasse               |
| ------------------------------- | ---------------- | ------------------------------------------- | --------------- | ----------------------------- |
| Mikoyan-Gourevitch MiG-23       | Union soviétique | Avion de chasse                             | 3               | MIG-23ML MIG-23UB             |
| Chengdu J-7                     | Chine            | Avion de chasse                             | 7               | F-7MG                         |
| Avion de transport              |                  |                                             |                 |                               |
| CASA C-212 Aviocar              | Espagne          | Avion de transport                          | 9               |                               |
| Britten-Norman Islander         | Royaume-Uni      | Avion de transport                          | 5               | BN-2A                         |
| Avion d'entraînement            |                  |                                             |                 |                               |
| Nanghang K-8 Karokorum          | Chine            | Avion d'entraînement Avion d'attaque au sol | 10              | Un détruit le 6 janvier 2025. |
| BAe Hawk                        | Royaume-Uni      | Avion d'entraînement Avion d'attaque au sol | 1               |                               |
| SIAI Marchetti SF.260           | Italie           | Avion d'entraînement                        | 28              |                               |
| Hélicoptère                     |                  |                                             |                 |                               |
| Bell 412                        | États-Unis       | Hélicoptère de transport                    | 8               |                               |
| Mil Mi-17 Hip                   | Union soviétique | Hélicoptère de transport                    | 1               | Mi-171                        |
| Mil Mi-24 Hind                  | Union soviétique | Hélicoptère de transport et de combat       | 6               | Mi-35                         |
| Sud-Aviation SA316 Alouette III | France           | Hélicoptère léger polyvalent                | 13              |                               |
| Eurocopter AS-332 Super Puma    | France           | Hélicoptère de transport                    | 2               |                               |